# كيث إي. هاوس
كيث إي. هاوس (بالإنجليزية: Keith E. House)‏ هو أكاديمي أمريكي، ولد في 1926، وتوفي في 2005.